# پارک هیپی هالاو

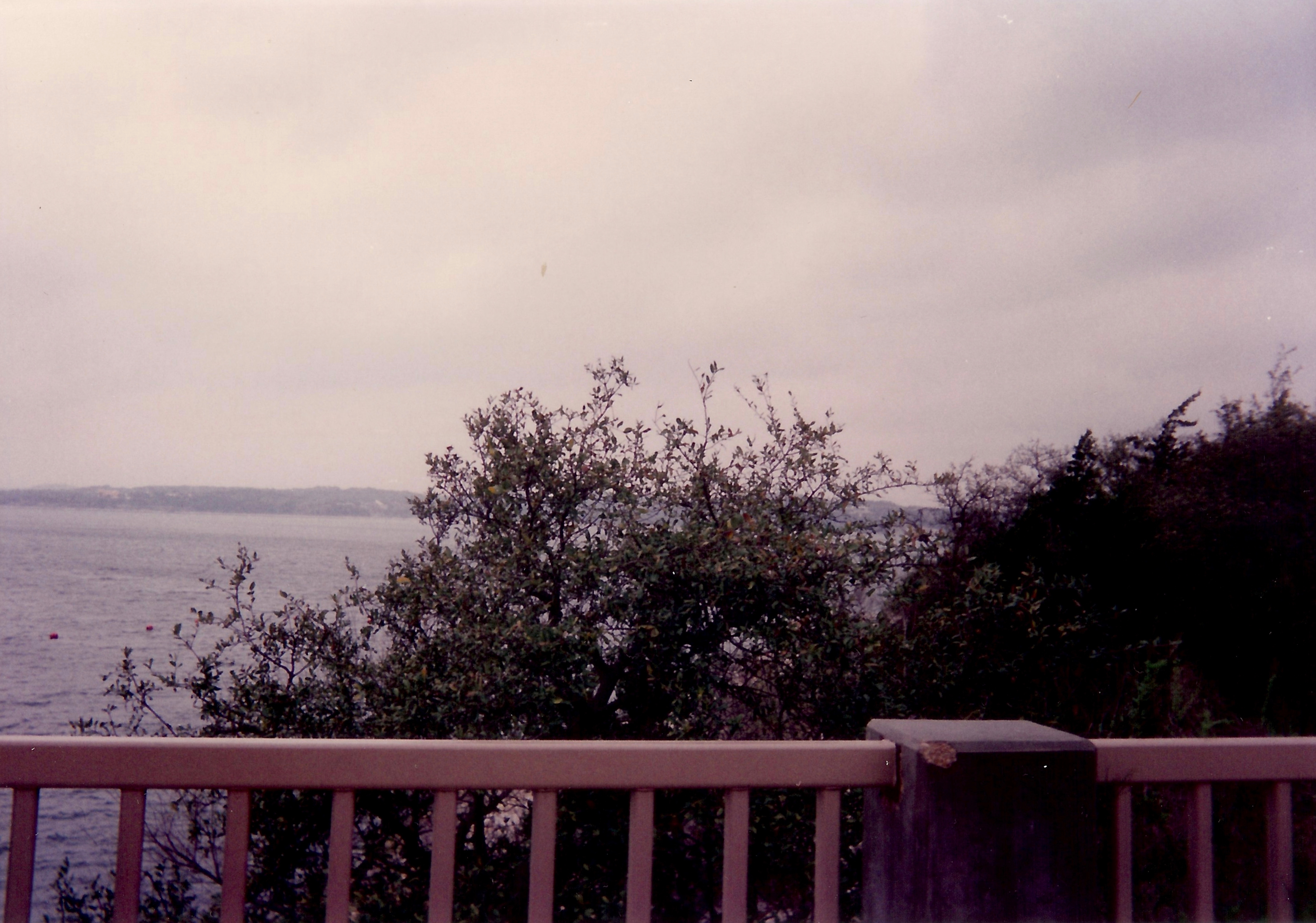
پارک هیپی هالاو

پارک هیپی هالاو (به انگلیسی: Hippie Hollow Park) (مختصات :۳۰°۲۴′۴۶″ شمالی ۹۷°۵۳′۰۰″ غربی / ۳۰٫۴۱۲۷۸°شمالی ۹۷٫۸۸۳۳۳°غربی)، در واقع یک پارک ساحلی در کنار دریاچه تراویس در شمال‌غرب آستین قراردارد. این پارک یک مکان برهنگی است یعنی ورود برهنه به این پارک منعی ندارد. این پارک توسط شهرداری تراویس در سال ۱۹۸۳ زمین این پارک را در اختیار گرفت و دوسال بعد یعنی ۱۹۸۵ آن را برای بازدیدکنندگان افتتاح کرد. در ورودی پارک توصیه‌های لازم را دربارهٔ شرایط برهنگی به بازدیدکنندگان گوشزد می‌کنند در سال ۱۹۹۵ کمیساریای ایالتی تگزاس ورود افراد زیر ۱۸ سال را به این پارک ممنوع کرد. از حوادث مهم پارک، غرق شدن یک کشتی تفریحی در سال ۲۰۰۴ اشاره کرد.